# Teml
TEML (ang. Turbo Editor Macro Language) – język makrodefinicji edytorów pakietów programowania firmy Borland (np.  Turbo Pascal 7.0 i Borland Pascal 7.0). W języku tym przy pomocy predefiniowanych poleceń oraz zdefiniowanych makr przypisuje się wybranym klawiszom lub sekwencjom klawiszy wykonanie określonej operacji redakcyjnej.
Skrypt w języku TEML musi zostać przygotowany w pliku tekstowym (standardowo z rozszerzeniem *.TEM) i poddany kompilacji za pomocą programu Temc wchodzącego w skład pakietu. Wynikiem kompilacji jest plik z rozszerzeniem *.tp lub *.cmd, który następnie może być wykorzystany jako zbiór konfiguracyjny edytora.
Przykład:
```
Script
 Pr01;
  
macro
 NewLine
    
RightOfLine
;
    
InsertText
("xD");
  
end
;
  Ctrl-L : NewLine;
  Ctrl-N : 
begin

             
RightOfWord
;
             InsertText("xD");
           
end
;
  Ctrl-S : 
RightOfWord
;
```